# 梅雷姆峰
梅雷姆峰（英語：Merrem Peak）是南極洲的山峰，位於瑪麗伯德地，海拔高度約3,000米，在1940年12月由美國研究隊發現和繪入地圖，現時由南極條約體系管理。